# Voderady
Voderady es un municipio del distrito de Trnava en la región de Trnava, Eslovaquia, con una población estimada a final del año 2024 de 1783 habitantes.
Se encuentra ubicado en el centro de la región, cerca del río Váh (cuenca hidrográfica del Danubio) y de la frontera con la región de Bratislava.

## Demografía
| Año        | 1994 | 2004    | 2014    | 2024     |
| ---------- | ---- | ------- | ------- | -------- |
| Población  | 1249 | 1330    | 1446    | 1783     |
| Diferencia |      | +6,48 % | +8,72 % | +23,30 % |

| Año        | 2023 | 2024    |
| ---------- | ---- | ------- |
| Población  | 1754 | 1783    |
| Diferencia |      | +1,65 % |